# Tommi Vaiho
Tommi Vaiho, né le 13 septembre 1988 à Stockholm en Suède, est un footballeur suédois qui évolue au poste de gardien de but.

## Biographie

### Débuts professionnels
Tommi Vaiho est formé à l'IF Brommapojkarna, avant de rejoindre en 2003 le centre de formation du Djurgårdens IF. Il ne débute cependant pas avec ce club, mais avec le Värtans IK (en), où il est prêté en 2007. Il est également prêté les deux saisons suivantes, à l'IK Frej puis au Vasalunds IF.
Il effectue ensuite son retour à Djurgårdens IF, et réalise ses débuts dans l'Allsvenskan lors de la saison 2010. Il joue son premier match en faveur de Djurgårdens le 14 mars 2010, contre le BK Häcken, en championnat. Il est titulaire ce jour-là, et son équipe s'incline sur le score de deux buts à un. Vaiho n'obtient cependant jamais vraiment sa chance, se contentant d'un rôle de doublure voir de troisième gardien derrière notamment l’habituel titulaire du poste, Pa Dembo Touray.

### GAIS
Afin de gagner en temps de jeu, Tommi Vaiho rejoint le GAIS, club évoluant alors dans le Superettan. Tommi Vaiho s'y impose comme un titulaire indiscutable durant quatre saisons avec plus d'une centaine de matchs jouer pour le club. Plus tard il avouera que cette période où il le GAIS luttait pour son maintien en deuxième division était nécessaire pour qu'il progresse.

### Djurgårdens IF
Le 8 décembre 2016, est annoncé le retour de Tommi Vaiho au Djurgårdens IF pour la saison 2017, le gardien de but s'engageant librement pour trois ans. Vaiho joue à nouveau un rôle de doublure, cette fois dans l'ombre d'Andreas Isaksson.
Le 16 mars 2021, il prolonge son contrat de deux saisons avec le Djurgårdens IF.

## Palmarès
Djurgårdens IF
- Vainqueur de la Svenska Cupen
  - 2018.
- Champion de Suède
  - 2019.